# Arctia paliscia
Arctia paliscia là một loài bướm đêm thuộc phân họ Arctiinae, họ Erebidae.